# Gustave Thibon
Gustave Thibon (Saint-Marcel d'Ardèche, Francia, 2 de septiembre de 1903 –  ibidem, 19 de enero de 2001) fue un filósofo y autor francés, impulsor del debate filosófico sobre la verdadera esencia de la libertad humana a la luz de los acontecimientos de la Segunda Guerra Mundial. Nominado al premio Nobel en Literatura cuatro veces, en 2000 recibió el Gran Premio de Filosofía de la Academia Francesa.

## Biografía
Gustave Thibon nació en Saint-Marcel d'Ardèche, una pequeña aldea al sur de Francia. A los trece años, en 1916, cuando su padre fue movilizado para tomar parte en la Primera Guerra Mundial, dejó la escuela para ayudar a su abuelo en la viña familiar. Perdió a su madre a la edad de quince años por la gripe española, y quedó muy impactado por la guerra, lo cual le llevó a odiar el patriotismo y la democracia. Gracias a la imponente biblioteca familiar que tenía a su disposición cuando era adolescente, adquirió por su cuenta una cultura amplia y coherente. Luego, dedicado a trabajar la tierra y entregado a los placeres de la época, abandonó toda pretensión intelectual y se volvió casi indiferente al fenómeno religioso. El joven Thibon viajó mucho, primero a Londres e Italia, y luego al norte de África, donde prestó servicio en el ejército, antes de regresar a su pueblo natal para, con 23 años, hacerse cargo del patrimonio familiar. Reanudó sus estudios de manera autodidacta, aprendiendo griego, latín y alemán mientras cultivaba la tierra. Mostró mucho interés por las lenguas clásicas y modernas, la biología, las matemáticas, la economía y demás ciencias sociales. 
Bajo la influencia de escritores como Léon Bloy y Jacques Maritain, se convirtió al catolicismo. Por invitación de este último, comenzó su carrera literaria en las páginas de la Revue Thomiste. 

#### Activismo
Durante la Segunda Guerra Mundial, Thibon acogió a la filósofa Simone Weil en su granja. Ahí nacerá, en sus propias palabras, una amistad «absolutamente inquebrantable». Al dejar Francia en dirección a América en mayo de 1942, Weil deja a Thibon sus cuadernos, que luego él publicaría bajo el título La Pesanteur et la Grâce (La gravedad y la gracia).
Casado y padre de tres hijos, Gustave Thibon murió el 19 de enero de 2001 en la casa de su familia en Saint-Marcel-d'Ardèche.

## Crítica
El filósofo y sacerdote Benoît Lemaire escribió en 2004: «Gustave Thibon es un autor inclasificable, miembro de ningún movimiento político o religioso. Católico sincero, rebelde, solitario, estando lejos de modas e influencias, fue llevado a la fe por la filosofía».

## Trabajos
A lo largo de su carrera, Thibon redactó una gran cantidad de obras, entre libros y ensayos, muchos de los cuales han sido traducidos al castellano:
- 1933 - Acerca de tres obras recientes de Maritain.
- 1934 - La ciencia del personaje.
- 1940 - Poemas.
- 1941 - Destino del hombre.
- 1942 - La escalera de Jacob.
- 1942 - Diagnóstico. Ensayo de fisiología social.
- 1943 - Regreso a lo real.
- 1945 - El pan de cada día.
- 1946 - Ofrenda nocturna.
- 1947 - Una metafísica de la comunión: el existencialismo de Gabriel Marcel.
- 1947 - Lo que Dios ha unido.
- 1948 - Chateaubriand.
- 1948 - Nietzsche o la decadencia del espíritu.
- 1949 - Paisajes de los Vivarais.
- 1953 - La crisis moderna del amor.
- 1959 - Seréis como dioses.
- 1974 - La ignorancia sin estrellas.
- 1975 - Nuestra mirada de luz que falta.
- 1975 - Entrevistas con Christian Chabanis.
- 1976 - Equilibrio y armonía.
- 1985 - El velo y la máscara.
- 1988 - Entrevistas con G. Thibon.
- 1993 - En la noche de mi vida.
- 1995 - La ilusión fértil.
- 2006 - Aux Ailes de la Lettre.
- 2011 - Parodias y espejismos o la decadencia de un mundo cristiano: notas inéditas (1935–1978).